# Miersiella umbellata
Miersiella umbellata é uma espécie de planta do gênero Miersiella e da família Burmanniaceae.

## Taxonomia
A espécie foi descrita em 1903 por Ignatz Urban.
O seguinte sinônimo já foi catalogado:
- Dictyostega umbellata  Miers

## Forma de vida
É uma espécie saprófita, terrícola e herbácea.

## Conservação
A espécie faz parte da Lista Vermelha das espécies ameaçadas do estado do Espírito Santo, no sudeste do Brasil.

## Distribuição
A espécie é encontrada nos estados brasileiros de Bahia, Espírito Santo, Minas Gerais, Paraná, Rio de Janeiro, Santa Catarina e São Paulo. A espécie é encontrada no domínio fitogeográfico de Mata Atlântica, em regiões com vegetação de floresta ombrófila pluvial.